# Старий Буртюк
Старий Буртю́к (рос. Старый Буртюк, башк. Иҫке Бөртөк) — присілок у складі Краснокамського району Башкортостану, Росія. Входить до складу Новобуринської сільської ради.
Населення — 364 особи (2010; 346 у 2002).
Національний склад:
- татари — 67 %
- башкири — 31 %